# 岸哲生
岸 哲生（きし てつお、1969年1月22日 - ）は、日本の俳優、声優、脚本家、演出家。東京都出身。メディアファクトリー所属。KUSARE芸道R主宰。劇団ひまわり出身。身長158cm。体重64kg。

## 演出作品
- うぐいすっ
- 俺とお前のムニテレビ
- 銀色の少年
- 現代忍法 ぼんやり絵巻
- 梅雨時☆ぼんやり劇場
- 独りぼっちの地球人 feat.ULTRASEVEN
- もう秋なのね☆ぼんやり劇場
- YATAROU道中記

## 出演作品（俳優）

### テレビ
- ウルトラマンティガ 第48話「月からの逃亡者」（1997年） - ガロワ基地隊員 役
- 鉄甲機ミカヅキ 序夜「謎の巨人ミカヅキ出現」（2000年）
- 天才てれびくん こちらHK学園笑芸部! 第17話「学園忍法帳!」（2003年） - ビリジアン影 役
- 天才てれびくんMAX ドラマ「プラズマ界」第一話「プラズマ界へ！」（2004年） - 特撮番組の出演者 役
- 天才てれびくん オイラと彼女とカプセルと（2005年）
- あの日を抱きしめて（2006年）
- 天才てれびくん 新ユゲデール物語（2006年）
- デパート仕掛け人!天王寺珠美の殺人推理3 援助交際に仕組まれた巧妙なワナ! 堕ちた悪徳議員が引き裂いた母娘の絆（2009年）
- 税務調査官・窓際太郎の事件簿20 沖縄…基地問題の裏にはびこる最大の陰謀!! 悲しき母娘の為…太郎が巨悪と最終決戦!!（2010年）

### 舞台
- 天才てれびくん スーパー(?)ミュージカル! モンキー座のゴルゴ13面相!（2003年） - カメラマン 役

## 出演作品（声優）

### 特撮
2012年
- ミラーファイト2012（ナレーター）
- ウルトラゼロファイト 第二部（ヒッポリト星人・地獄のジャタールの声）

2013年
- ウルトラマン列伝（ヒッポリト星人・地獄のジャタールの声、ブラックキング〈SD〉の声） - 2シリーズ
- ウルトラマンギンガ「スパークドールズ劇場」（ブラックキング〈SD〉の声）
- ウルトラマンギンガ 劇場スペシャル「スパークドールズ劇場」（ブラックキング〈SD〉の声）

2014年
- ウルトラマンギンガ 劇場スペシャル ウルトラ怪獣☆ヒーロー大乱戦!「スパークドールズ劇場」（用心棒怪獣ブラックキング〈SD〉の声）

2015年
- 劇場版 ウルトラマンギンガS 決戦!ウルトラ10勇士!!（キョンシーの声）
- ウルトラマンX（ナックル星人バンデロの声）

2016年
- ウルトラマンオーブ（ナックル星人ナグスの声）

2017年
- ウルトラマンジード（ゴドラ星人の声）
- 帰ってきたアイゼンボーグ（恐竜帝王ウルルの声）

2018年
- ウルトラマンR/B（ナックル星人の声）

2020年
- ウルトラギャラクシーファイト 大いなる陰謀（2020年、ナックル星人の声）

### ボイスドラマ
- トライスクワッド ボイスドラマ（2019年、ニックス艦長の声）
- ウルトラマンゼット&ゼロ ボイスドラマ（2020年、ブラックキング〈SD〉）